# Claus Jørgensen
Claus Jørgensen, född 27 april 1976 i Holstebro, är en danskfödd före detta fotbollsspelare som internationellt spelade för Färöarnas fotbollslandslag. Han blev vald att spela för laget eftersom hans mor är från Färöarna. Han beslutade sig för att spela för Färöarna då han insåg att han troligtvis aldrig skulle ha en chans att få spela för Danmark. Han har spelat totalt tio matcher för Färöarna (2004-2006), varav en han gjort ett mål i.
På klubblagsnivå spelade han bland annat för Bradford City AFC, Coventry City FC, Blackpool FC och AFC Bournemouth i England. I Danmark har han spelat för AC Horsens.